# 余姚郡
余姚郡，即餘姚郡，中国唐朝时设置的郡。
唐玄宗天宝元年（742年），改明州置余姚郡。治所在鄮县（今浙江省宁波市鄞州区西南四十二里鄞江镇）。下辖鄮县、奉化县（今浙江省宁波市奉化区）、慈溪县（今浙江省江北区慈城镇）、翁山县（今浙江省舟山市定海区临城街道）。辖境相当今浙江省宁波市、奉化区、慈溪市、舟山市等地。唐肃宗乾元元年（758年）复改为明州。
唐朝余姚郡太守
- 卢同宰（744年）
- 张九章（天宝年间）
- 薛璩（天宝年间）
- 韦韶（天宝年间）
- 任瑗（757年—758年）